# Dokument Fanny och Alexander
Dokument Fanny och Alexander (Documental de Fanny i Alexandre) és un documental suec d'Ingmar Bergman estrenat el 1986, produït per l'Institut de cinema de Suècia (Svenska Filminstitutet). El documental tracta sobre el rodatge de la pel·lícula Fanny i Alexander (1982) del mateix Ingmar Bergman.

## Premis
Va rebre els premis de millor documental al Chicago International Film Festival de 1986 i el premi Golden Gate com a Millor pel·lícula sobre pel·lícules al San Francisco International Film Festival de 1987.

## Repartiment
- Daniel Bergman
- Ingmar Bergman
- Gunnar Björnstrand
- Allan Edwall
- Ewa Fröling
- Erland Josephson
- Lars Karlsson
- Sven Nykvist (cap operador de la pel·lícula)
- Ulf Pramfors
- Peter Schildt
- Gunn Wållgren